# Condado de Androscoggin
El condado de Androscoggin (en inglés: Androscoggin County) fundado en 1854 es un condado en el estado estadounidense de Maine. En el 2020 el condado tenía una población de 111 139 habitantes y en 2010 una densidad poblacional de 230.2 personas por milla² (88.9 por km²). La sede del condado es Auburn.

## Geografía
Según la Oficina del Censo, el condado tiene un área total de 1287 km² (496,9 mi²), de la cual 1217 km² (469,9 mi²) es tierra y 70 km² (27,0 mi²) (5.42%) es agua.

### Condados adyacentes
- Condado de Franklin - norte
- Condado de Kennebec - noreste
- Condado de Sagadahoc - sureste
- Condado de Cumberland - sur
- Condado de Oxford - este

## Demografía
En el 2000 la renta per cápita promedia del condado era de $35,793, y el ingreso promedio para una familia era de $44,082. En 2000 los hombres tenían un ingreso per cápita de $31,622 versus $22,366 para las mujeres. El ingreso per cápita para el condado era de $18,734. Alrededor del 11.10% de la población estaba bajo el umbral de pobreza nacional.

## Ciudades y pueblos
- Auburn
- Durham
- Greene
- Leeds
- Lewiston
- Lisbon
- Livermore
- Livermore Falls
- Mechanic Falls
- Minot
- Poland
- Sabattus
- Turner
- Wales